# Zero Chou
Zero Chou (en chinois : 周美玲, en pinyin : Zhōu Měilíng), née le 24 juillet 1969 à Keelung, est une réalisatrice taïwanaise.

## Biographie
En 1992, elle est diplômée en philosophie à l'université nationale Chengchi.

## Filmographie
- A Film About The Body (身體影片) 1996, 62 minutes
- Splendid Float (艷光四射歌舞團) 2004, 71 minutes
- The Road On The Air (單車上路) 2006, 82 minutes
- Spider Lilies (刺青) 2007, 97 minutes, (Teddy Award 2007)
- Drifting Flowers (漂浪青春) 2008, 97 minutes
- Wave Breaker 2009, 86 minutes
- Ripples of Desire (花漾) 2012, 110 minutes